# Continental Mark IV (1959)

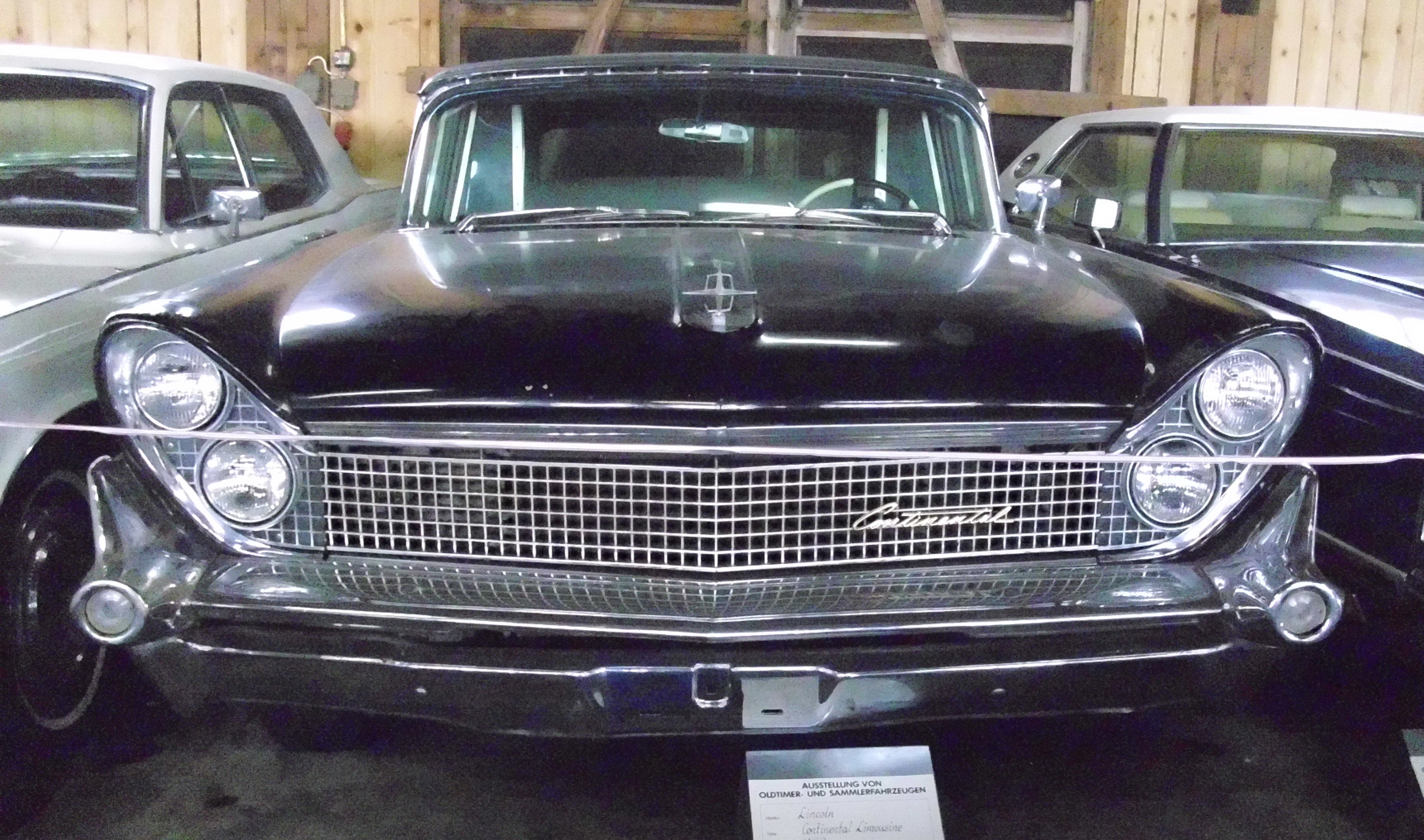
Front. Im Gegensatz zum Vorgänger sind Kühlergrill und Frontscheinwerfer nicht voneinander getrennt.

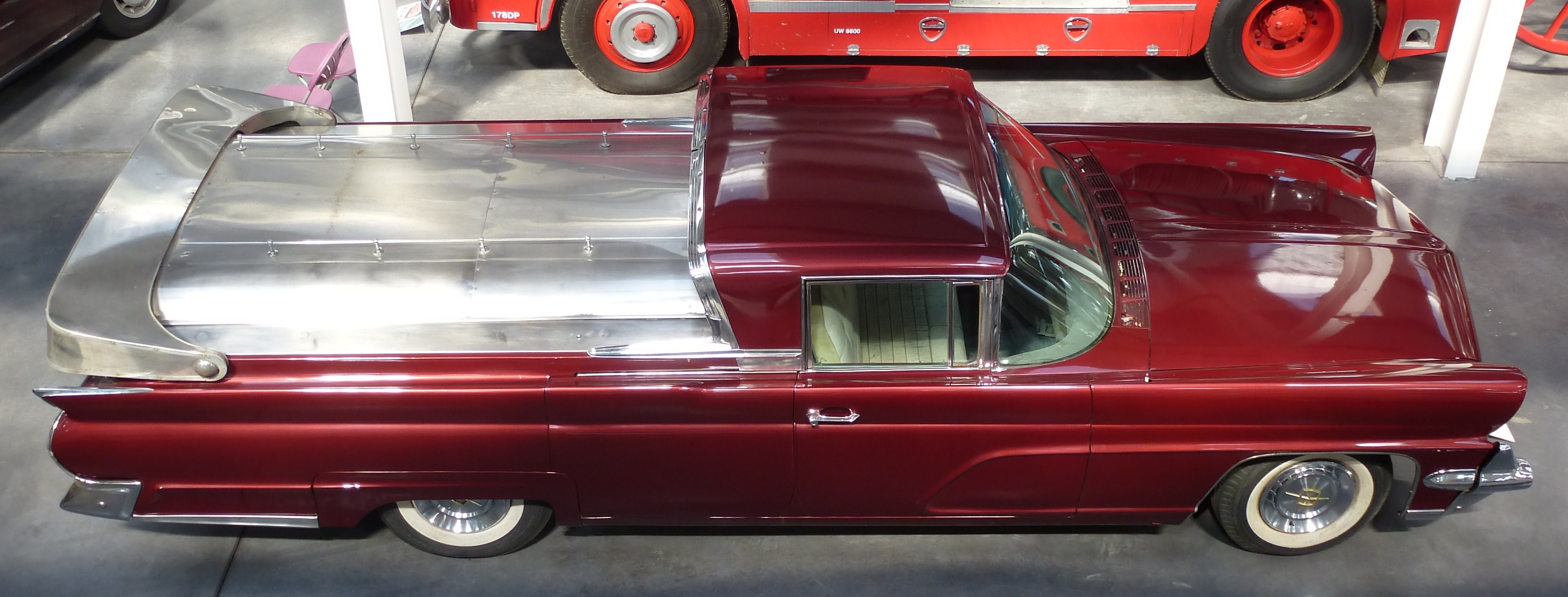
Ausführung als Flower Car.

Der Continental Mark IV war ein Luxusfahrzeug des zur Ford Motor Company gehörenden Automobilherstellers Continental. Er löste den Continental Mark III ab. Der Mark IV war wie sein Vorgänger technisch und stilistisch eng mit dem zeitgleich produzierten Lincoln Premiere verwandt. Die Produktion des Mark IV beschränkte sich auf das Modelljahr 1959. Der Mark IV wird als Mitglied der sog. Mark Series angesehen.

## Modellgeschichte
Die Mark IV-Modelle des Jahres 1959 entsprachen technisch nahezu vollständig den im Vorjahr vorgestellten Mark III-Modellen. Der einzige Unterschied bestand in einer geringfügigen Leistungsreduzierung des ansonsten unveränderten Motors, der nun 350 statt 375 SAE-PS abgab.
Äußerlich ergaben sich wenig Änderungen. Der Sedan, das Coupé und das Cabriolet behielten ihre bekannten Formen bei; das betraf auch das eigenwillige Breezeway Window am Fahrzeugheck.
Allerdings erweiterte Continental die Modellpalette um zwei neue viertürige Karosserieversionen. Zusätzlich zum Sedan waren nun ein Formal Sedan und eine Limousine lieferbar. Ungeachtet des Umstandes, dass der Begriff Limousine im amerikanischen Sprachgebrauch üblicherweise ein verlängertes Repräsentationsfahrzeug bezeichnet, beruhte auch die Mark IV-Limousine ebenso wie die bekannten Ausführungen auf dem regulären, 3327 mm langen Radstand. Der Formal Sedan und die Limousine unterschieden sich von den sonstigen Modellen äußerlich vor allem durch die Gestaltung der Dachpartie: Die Limousine und der Formal Sedan verzichteten auf das Breezeway Window und hatten eine geradlinig verlaufende C-Säule, die mit Vinyl überzogen war. Beide Modelle waren ausschließlich in Schwarz erhältlich. Sie waren besonders hochwertig ausgestattet. Zu den Ausstattungsmerkmalen gehörte eine Zwei-Zonen-Klimaanlage. Die Limousine verfügte zusätzlich über eine Trennscheibe zwischen dem Fahrer und dem Passagierraum. Die formalen Versionen des Mark IV waren deutlich teurer als die sonstigen Modelle. Der Formal Sedan kostete 9.208 Dollar, und der Kaufpreis der Limousine betrug 10.230 Dollar. Damit war sie 1959 das teuerste serienmäßig hergestellte Fahrzeug der USA. Damit erreichten sie das Preisniveau des Continental Mark II von 1956.
Der Absatz der Mark IV-Modelle entsprach annähernd dem der Mark III-Exemplare im Vorjahr. Die mit Abstand erfolgreichste Mark IV-Version war der Sedan, der 7101-mal verkauft wurde. Das Cabriolet entstand in 2.195 Exemplaren, und vom Coupé wurden 1703 Fahrzeuge hergestellt. Vom Formal Sedan entstanden lediglich 78 und von der Limousine 49 Exemplare.
Für das Modelljahr 1960 wurde der Mark IV durch den Continental Mark V ersetzt, der sich nur unwesentlich von dem 1959er Modell unterschied. Der Name Mark IV wurde 1972 für ein weiteres exklusives Fahrzeug verwendet, das weit erfolgreicher war als das 1959er Modell. Weil Ford durch die erneute Verwendung dieses Namens bei der Wiederbelebung der Mark-Reihe ab 1969 die Existenz der zwischen 1958 und 1960 hergestellten Continentals gleichsam verschwieg, spricht man beim Mark IV von 1959 in der amerikanischen Literatur gelegentlich von den „Lost Marks“.

## Trivia
Der kanadische Musiker Neil Young ließ sich 2008 ein weißes Continental Mark IV-Cabriolet mit einem Elektroantrieb ausrüsten.